# Cortes (Madrid)
Cortes is een wijk (barrios) in het centrum district Centro in de Spaanse hoofdstad Madrid.